# Milice française

Vlag van de Milice

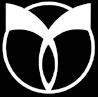
Het symbool van de Milice

De Milice française, vaak afgekort tot Milice, was een paramilitaire eenheid die op 30 januari 1943 door Vichy-Frankrijk werd opgericht om de Duitsers te helpen in hun strijd tegen het Franse verzet. De formele leider van de Milice was Pierre Laval, maar de echte chef operaties en leider was Joseph Darnand. Zij namen deel aan standrechtelijke executies en moorden en hielpen mee Joden en verzetsstrijders in Frankrijk op te pakken voor deportatie. De Milice was de opvolger van de militie Service d'ordre légionnaire (SOL).
De Milice gingen vaak over tot marteling om informatie of bekentenissen uit de mensen te trekken die ze hebben opgepakt. Ze waren vaak meer een gevaar voor het Franse verzet dan de Gestapo of de SS, omdat ze Fransen waren die de taal spraken, volledige kennis hadden van de stad en het land en mensen en informanten kende. 
Milice-troepen, bekend als miliciens, droegen een donkerblauw uniform met een bruin shirt en een grote baret. Tijdens paramilitaire acties werd een vooroorlogse Franse legerhelm gedragen. De krant van de Milice was de Combats (niet te verwarren met de ondergrondse verzetskrant Combat). De Milice maakte zowel gebruik van fulltimers als parttimers en had een jeugdbeweging. De gewapende troepen van de Milice stonden officieel bekend als Franc-Gardes.

## Structuur
Francis Bout de l'An leidde de dienst Propaganda en Informatie met het orgaan Combats. Noël de Tissot was verantwoordelijk voor de betrekkingen tussen het Hoge Commando en de diensten. 
Toen het secretariaat-generaal in Vichy werd geïnstalleerd werd de Milice op basis van een territoriale organisatie in zones, regio’s en departementen ingedeeld. 
Op elk niveau was er een hoofdkantoor en vijf diensten: 1e service (propaganda) - 2e dienst (documentatie) - 3e dienst (beveiliging) - 4de dienst (financiën) - 5de service (personeel). Op centraal niveau werd de 1e service geleid door Bout de l'An, en door Bertheux, de 2de dienst door Degans en dan door Gomert - de 3e dienst door Gombert - 4de dienst door Fontaine - de 5e dienst door Carus.

## Lidmaatschap
De eerste vrijwilligers van de Milice bestonden uit leden van de vooroorlogse rechtse partijen, zoals de Action Française, maar ook mensen uit de arbeidersklasse die overtuigd waren van de samenwerking van Vichy-Frankrijk met Duitsland. 
Naast de ideologie was een stimulans voor toetreding tot de Milice werkgelegenheid, betere betalingen en rantsoenen. Het laatste was vooral belangrijk toen de oorlog langer duurde en rantsoenen voor burgers steeds meer gereduceerd werden tot bijna een hongerdoodniveau. Anderen sloten zich aan omdat leden van hun gezin waren gedood of gewond door geallieerde bombardementen of ze werden bedreigd, afgeperst of aangevallen door het door de communisten gedomineerde Franse verzet. Weer anderen werden lid om minder verheven redenen, zoals criminelen die verteld werd dat hun misdaden over het hoofd werden gezien als zij tot de organisatie toetraden. Vrijwilligers voor de Milice waren ook vrijgesteld van dwangarbeid in Duitsland.

## Geschiedenis
Het verzet richtte zich tot individuele miliciens om te moorden, vaak in publiek gebied zoals cafés en op straat. Op 24 april 1943 bereikte het Franse verzet hun eerste succes door Paul de Gassovski, milicien uit Marseille, neer te schieten. Eind november 1943 meldde Combats dat 25 miliciens vermoord en 27 verwond waren door het verzet (het eigenlijke aantal lag hoger).
Veruit de meeste prominente milicien die vermoord was door het Franse verzet was Philippe Henriot, de minister van Informatie en Propaganda van het Vichy-regime, beter bekend als de “Franse Goebbels”. Hij en zijn vrouw werden in de vroege uren van 28 juni 1944 in het ministerie van Informatie aan de rue Solferino door leden van de résistants vermoord die verkleed waren als miliciens. De Milice nam wraak op de moorden door verschillende bekende antinazi politici en intellectuelen, zoals Victor Basch en Georges Mandel, te vermoorden.
Aanvankelijk beperkt tot de “onbezette zone” die onder controle stond van Vichy-Frankrijk (die zijn acties matigde en een aantal van de meer radicale ambities verbood.) De geradicaliseerde Milice verhuisde in januari 1944 naar “bezette zone” van Frankrijk, met inbegrip van Parijs. Ze vestigden hun hoofdkwartier in het oude hoofdkwartier van de Franse Communistische Partij op 44 rue Le Peletier evenals 61 rue Monceau, in een huis dat voorheen eigendom was van de familie Menier, de makers van de meest bekende pralines van Frankrijk. De Lycée Louis-Le-Grand werd gebruikt als barakken. Een officiersopleiding werd opgericht, waarschijnlijk met opzet, in de synagoge van Auteuil. 
In maart 1944 werd de grootste en bekendste operatie door de Milice uitgevoerd, men probeerde het verzet in het departement Haute-Savoie  tijdens de Slag om Glières in de kiem te smoren. De inspanningen van de Milice bleek onvoldoende, en er moesten Duitse troepen worden ingeschakeld om de operatie te voltooien. Op 14 juli 1944 onderdrukten de miliciens met grote wreedheid een gevangenenopstand in de beruchte Santé-gevangenis in Parijs. 
De exacte juridische status van de Milice werd nooit gedefinieerd. Het opereerde gelijk naast, maar apart van, de normale (Vichy) Franse politie. De Milice stond buiten (of inderdaad boven) de wet en haar acties werden nooit aan juridische toetsing en controle onderworpen.
In augustus 1944, bang dat hij ter verantwoording werd geroepen voor de acties van de Milice, distantieerde Philippe Pétain zich in een onhandige poging door het schrijven van een harde brief naar Darnand om hem te berispen voor de excessen van de Milice. Darnand stuurde Pétain een sarcastisch antwoord terug, dat hij zijn bezwaren eerder had moeten uiten. 
De werkelijke grootte van de organisatie is een onderwerp van discussie, maar was waarschijnlijk ten tijde van de geallieerde invasie van Normandië in juni 1944 tussen de 25.000 en 35.000 (inclusief parttime-medewerkers en niet-strijders). Daarna werd het steeds minder. Na de bevrijding van Frankrijk werden de leden die niet naar Duitsland (waar ze ingelijfd werden bij de 33. Waffen-Grenadier-Division der SS Charlemagne) of naar het buitenland konden ontsnappen gevangengezet voor verraad of na berechting voor de krijgsraad geëxecuteerd of simpelweg doodgeschoten door wraakzuchtige verzetsstrijders en woedende burgers.
Een onbekend aantal miliciens wisten te ontsnappen aan gevangenisstraf of executie door onder te duiken of naar het buitenland te ontsnappen. Een klein aantal werd later alsnog vervolgd. De meest beruchte van hen was Paul Touvier, de voormalige commandant van de Milice in Lyon. In 1994 werd hij veroordeeld omdat hij de executie beval van zeven Joden in Rillieux-la-Pape. Hij stierf twee jaar later in de gevangenis.